# Trolltunga

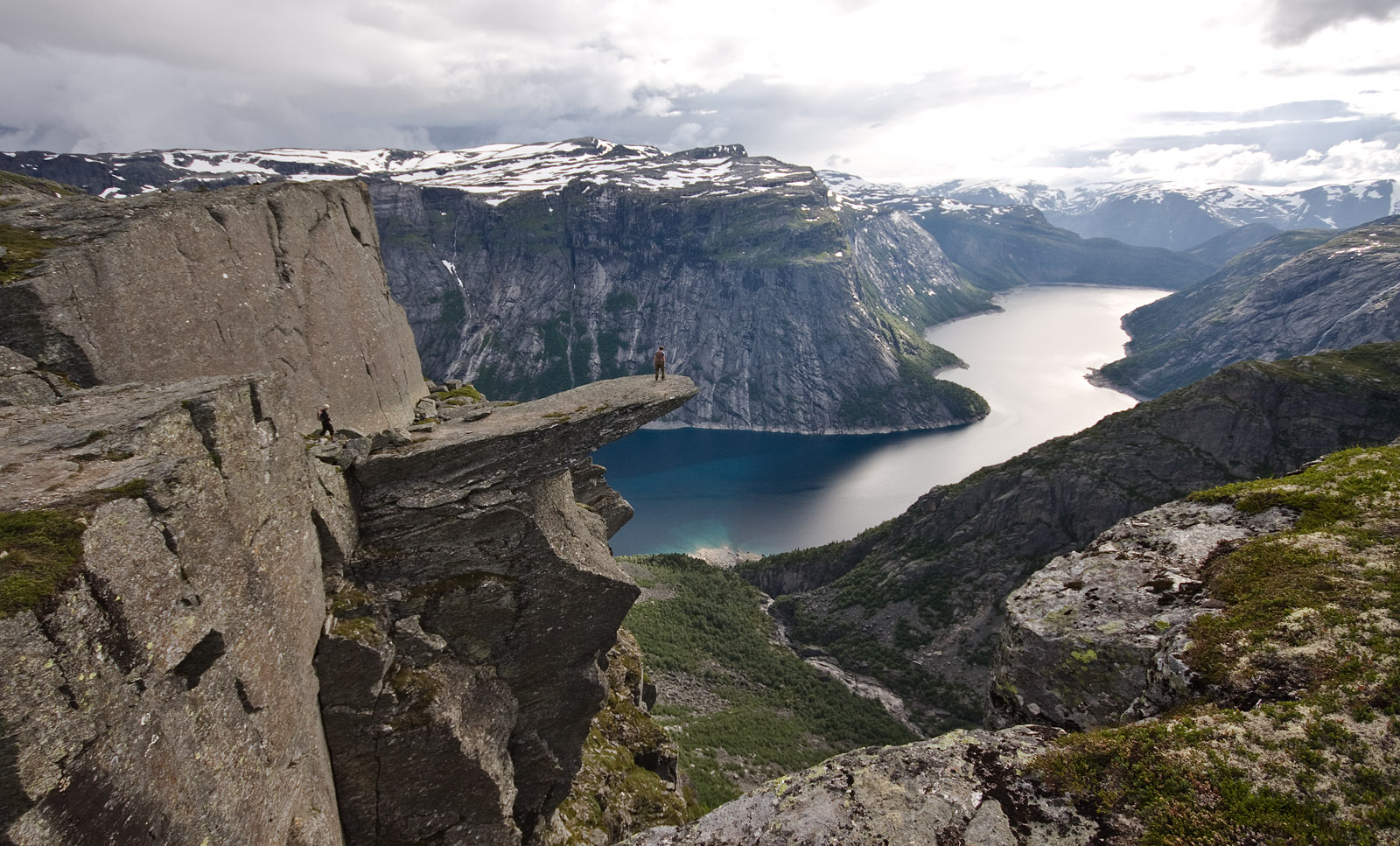
Trolltunga

Trolltunga (Trolí jazyk) je skalní útvar vyčnívající vodorovně z hory ve výšce asi 700 metrů nad hladinou jezera Ringedalsvatnet. Nachází se nedaleko obce Odda v norském kraji Hordaland. Nedaleko výčnělku se nachází soustava vodopádů Tyssestrengene. Jde o místo vyhledávané turisty. Aby nebyl porušen přírodní vzhled vyhlídky, není zde zábradlí, pouze několik malých kovových háků.